# Glastonbury Tor
Glastonbury Tor es una colina en Glastonbury, en Somerset (Inglaterra), coronada por un edificio sin tejado: la torre de San Miguel. La zona está controlada por la National Trust.
Tor es una palabra de origen celta que significa "colina cónica". Esta colina está posicionada en mitad de una llanura conocida como Summerland Meadows y rodeada por el Río Brue. En 1892 se identificaron los restos de una antigua villa que data de la Edad de Hierro. Posteriormente hay indicios de ocupación romana. Los britanos la conocía como Ynys yr Afalon ("La isla de Avalon") por lo que se cree que podría ser el Avalon del legendario Rey Arturo.

## Historia

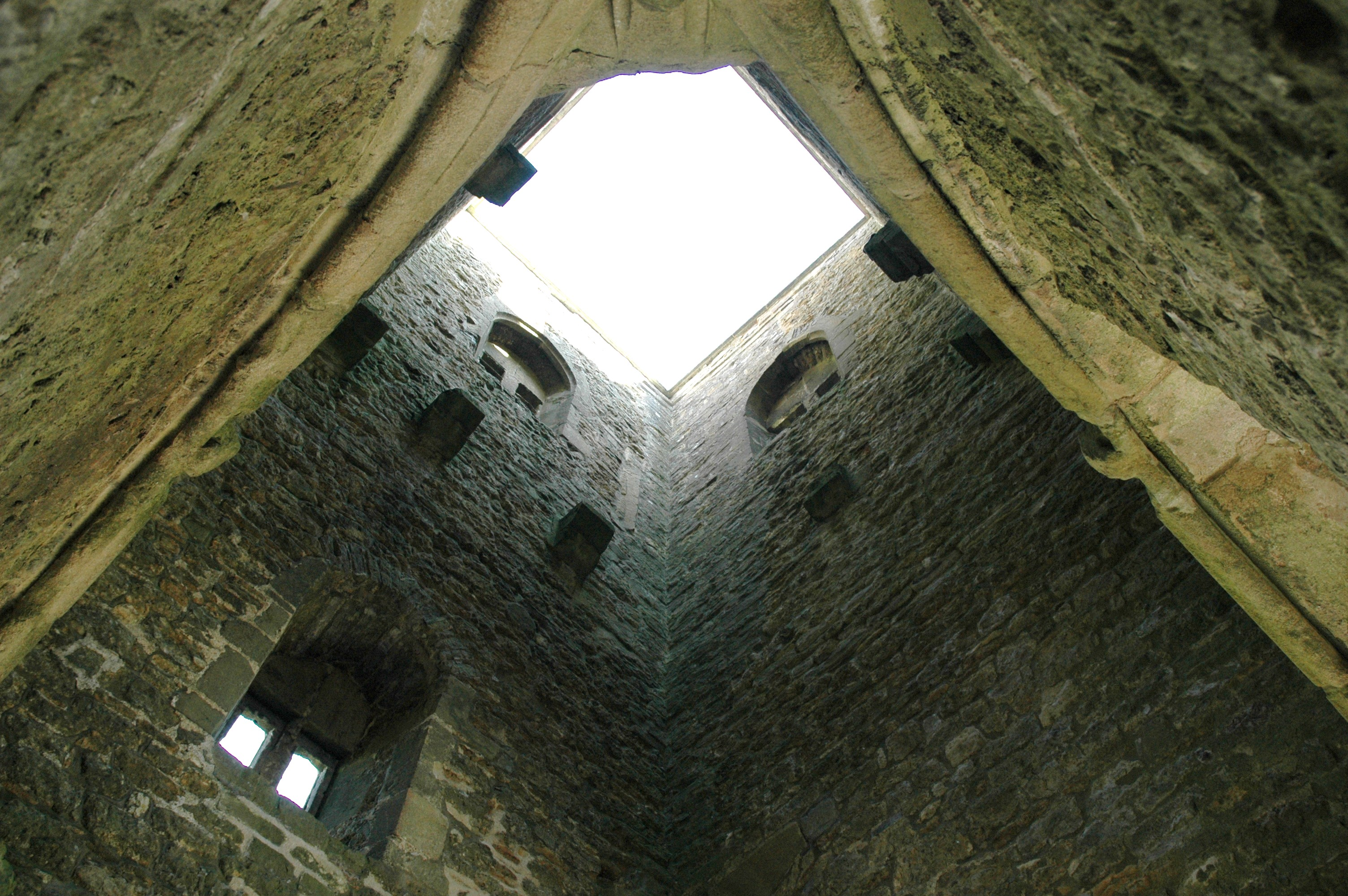
Interior de la torre de San Miguel

Algunas herramientas neolíticas recogidas en la colina del Tor muestran que el lugar pudo haber sido visitado y tal vez ocupado durante la prehistoria. Las excavaciones llevadas a cabo por el equipo de Philip Rahtz entre 1964 y 1966, mostraron evidencias de ocupación durante la Edad Media alrededor de la iglesia medieval de San Miguel como dagas y tumbas, fragmentos de ánforas mediterráneas del siglo VI entre otras cosas.
El nombre céltico de la colina era Ynys Wydryn o Ynys Gutrin, que significa 'isla de cristal'.
Se han encontrado en la colina restos de una fortaleza del siglo V. Esta fue reemplazada por la iglesia medieval de San Miguel que permaneció en pie hasta 1275. De acuerdo con el British Geological Survey, un terremoto se registró el 11 de septiembre de 1275, que se sintió en Londres, Canterbury y Gales, y este terremoto destruyó la iglesia. Se sugiere que el terremoto tuvo una magnitud de más de 7 MSK y es posible que el epicentro se ubicara en la zona de Portsmouth o Chichester, en el sur de Inglaterra
Una segunda iglesia, construida en el 1360, sobrevivió hasta la disolución de los monasterios en 1539, cuando el Tor era el lugar de ejecución donde Richard Whiting, el último abad de la Abadía de Glastonbury, fue colgado y descuartizado junto con dos de sus monjes. Los restos de la torre de San Miguel fueron restaurados y actualmente se trata de un edificio protegido de grado I, siendo administrado por el National Trust.
La feria que se realiza al pie del Tor se encarna en el nombre tradicional de Fair Field, otorgado a un recinto agrícola, paisajes locales que datan del siglo XVIII.

## Mitología

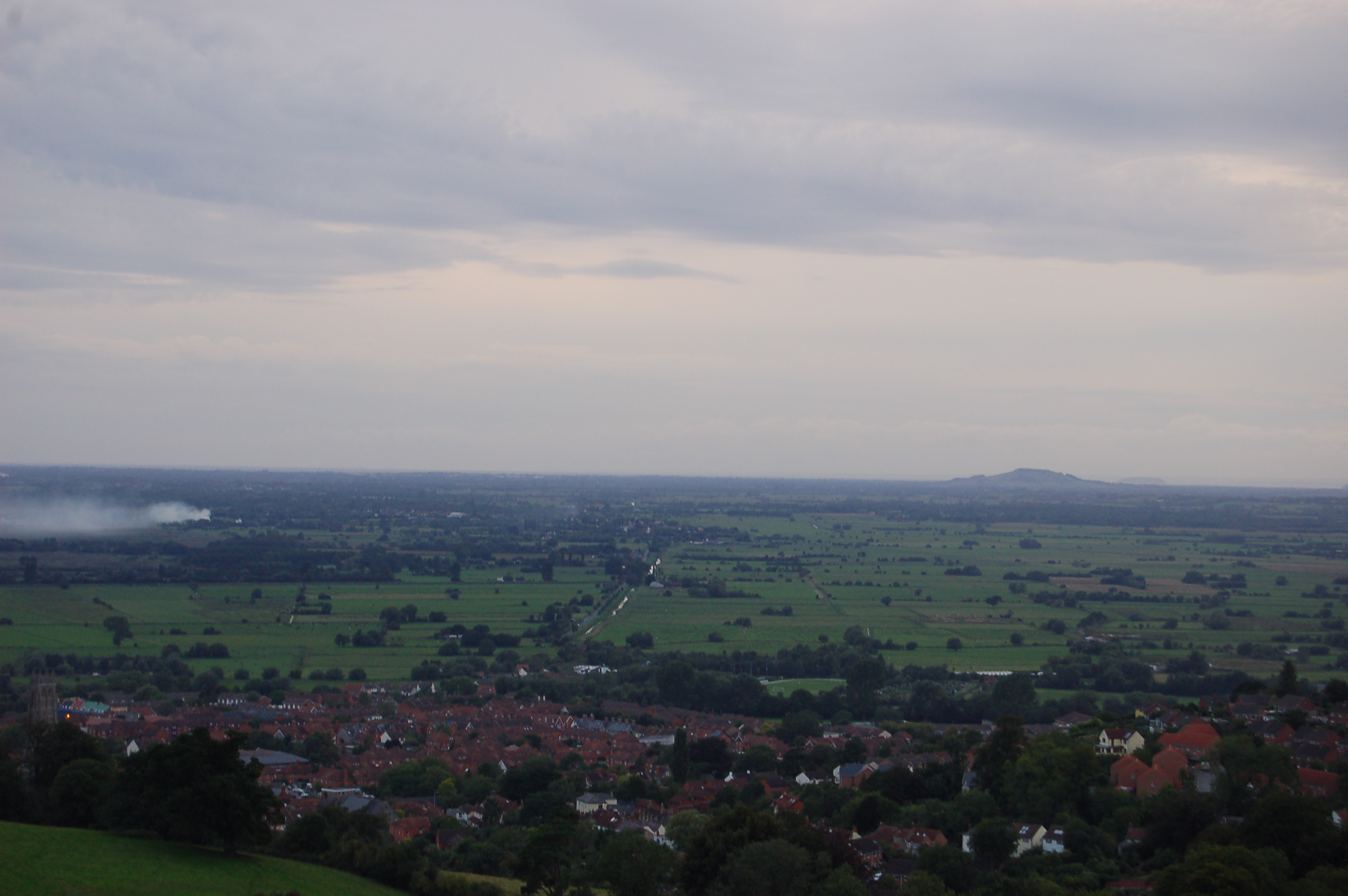
Vista de Brent Knoll desde Glastonbury Tor.

El Tor se ha asociado con el nombre de Avalon e identificado desde el supuesto descubrimiento de dos ataúdes con el nombre de Rey Arturo y Reina Ginebra en 1191 con el legendario Rey Arturo. La arqueología moderna ha revelado la existencia en el siglo V de un fuerte en esa ubicación.
Con el resurgimiento en el siglo XIX del interés por la mitología celta, el Tor se asoció a Gwyn ap Nudd, el primer Señor del Inframundo y rey de las hadas. El Tor representaba teóricamente la entrada a Annwn o Avalon, la tierra de las hadas.
Un mito persistente de origen más moderno es el del Templo de las Estrellas, un zodiaco astrológico de enormes proporciones excavado en la tierra mediante setos y caminos. La teoría fue presentada por primera vez en 1927 por Katherine Maltwood, una artista con un interés en lo oculto, que pensaba que el zodíaco fue construida hace aproximadamente 5.000 años. Según dice, la mayor parte de la tierra que definía el zodíaco estaba cubierta por varios metros de agua.
Christopher Hodapp asegura en su libro que Glastonbury Tor es una ubicación posible del Santo Grial. Lo justifica por su proximidad al monasterio que custodiabla la copa Nanteos.
Otra especulación defiende que el Tor se reformó en una maza espiral para ser usado en un ritual religioso, incorporando el mito de que el Tor era la ubicación del castillo espiral del rey del inframundo.

## Terrazas

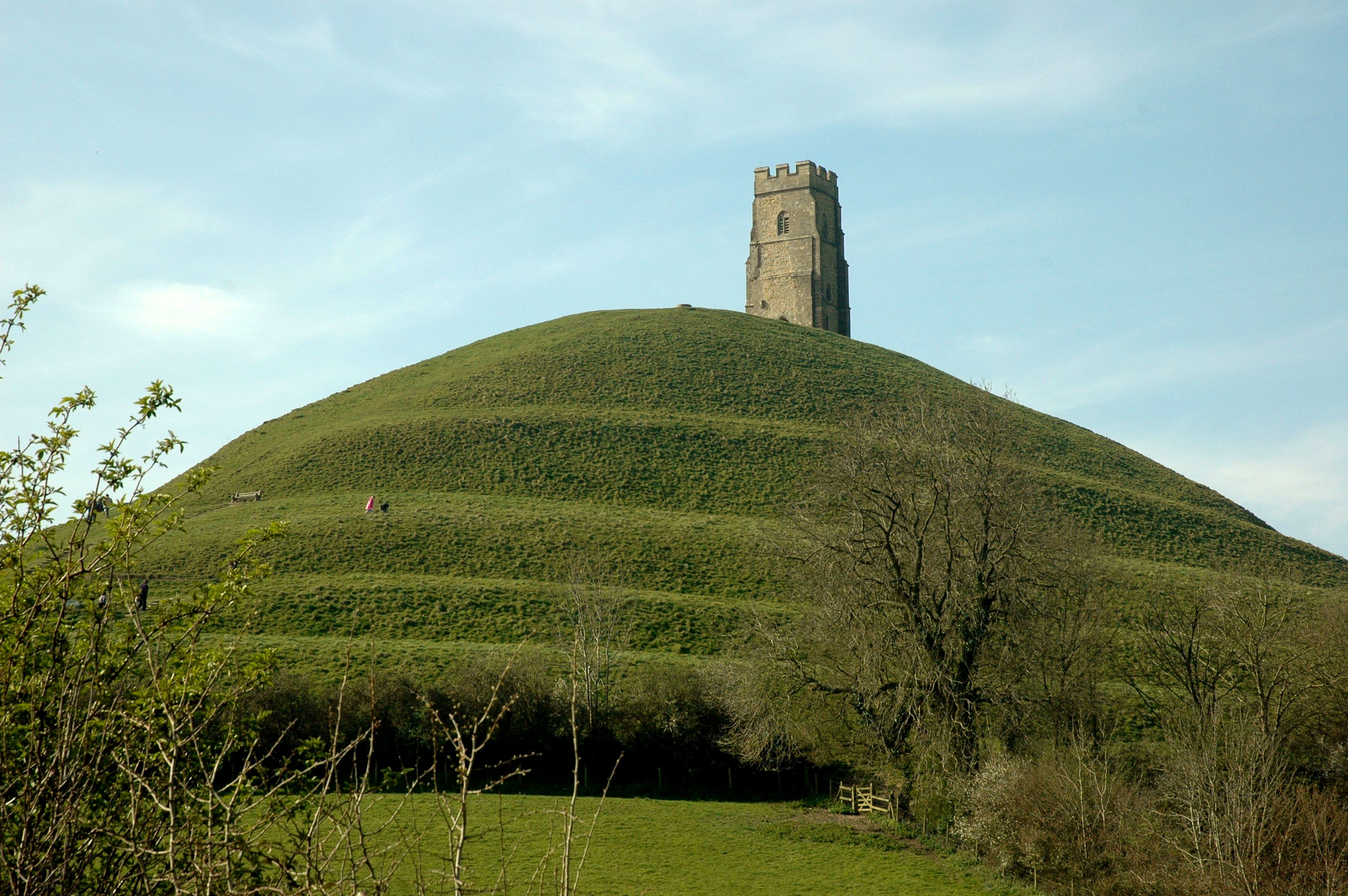
Aterrazamientos en el Tor

Las siete terrazas simétricas que rodean el Tor es uno de sus misterios más insondables. Se han ofrecido diferentes explicaciones para ello:
- Agricultura. Muchas culturas, incluida la británica medieval, crean bancales para facilitar el cultivo. Mann, sin embargo, señala que, si la agricultura hubiera sido la razón por la cual se crearon las terrazas, se esperaría que el esfuerzo se concentrara en el lado sur, donde gracias a las condiciones de sol habría un buen rendimiento. Sin embargo, puede verse que las terrazas son igualmente profundas en el norte, donde darían poco beneficio. Además, ninguna de las otras vertientes de la isla han sido trabajadas, a pesar de que los lugares más protegidos proporcionarían una mayor rentabilidad de la inversión de mano de obra.
- El pastoreo. El pastoreo prolongado de ganado puede causar el desarrollo de terraza, pero por lo general son de un tamaño mucho más pequeño que las observadas en Glastonbury, además de que suelen discurrir paralelas a la ladera de la colina. En algunos lugares, las terrazas de Glastonbury son muy empinadas y es difícil señalar otros cerros con patrones similares de ganado inducida por la erosión.
- Murallas defensivas. Otros castros de la Edad de Hierro de la zona muestran extensa fortificación del desnivel (como el castillo de Cadbury). Sin embargo, la forma normal de estas murallas es el de banco y zanja, formas no reconocidas en el Tor. Además, el castillo de Cadbury, que es uno de los lugares más extensamente fortificada de su tiempo, contaba con tres anillos concéntricos de bancos y zanjas para un recinto de 18 hectáreas. Por el contrario, el Tor tiene siete anillos y muy poco espacio en la parte superior para custodiar una comunidad. Sería mucho esfuerzo para poco resultado.
- Laberinto. El profesor Rahtz expresó que las terrazas fueran los restos de un antiguo laberinto tridimensional era una teoría para tener en consideración (in Mann, 1993). Esta teoría, presentada por primera vez por Geoffrey Russell en 1968, establece que el "laberinto clásico" (Caerdroia o laberinto de Troya), un diseño encontrado en todo el mundo neolítico, puede ser fácilmente adaptado al Tor de modo que cruzando sus terrazas se llegara a la cima siguiendo un patrón similar. La evaluación de esta hipótesis no es fácil dada la cantidad de ocupación que ha habido desde entonces y las modificaciones que pueden haberse dado por mano de agricultores y/o monjes.

## Geología

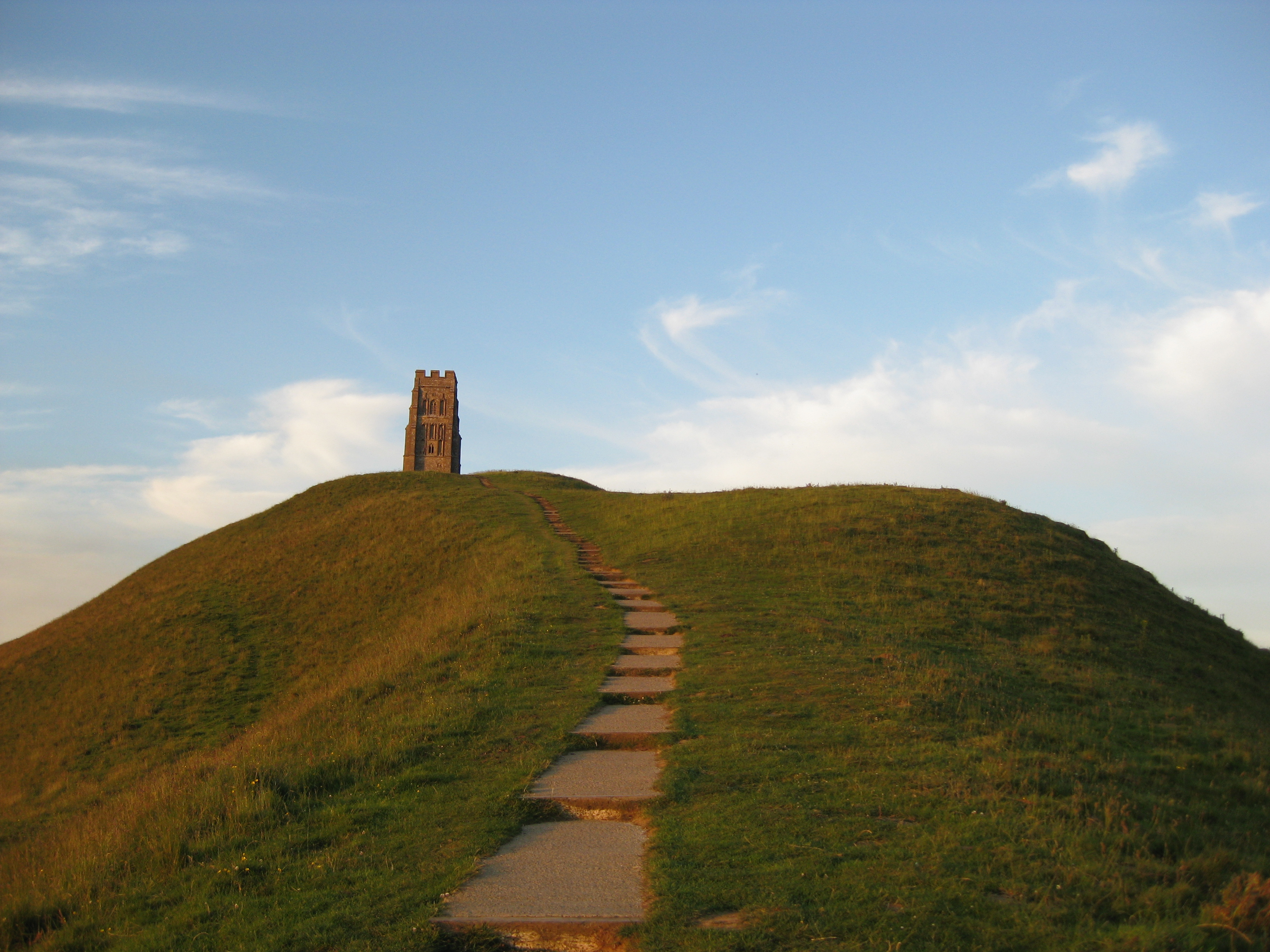
Camino de cemento para intentar frenar la erosión.

El Tor está formado por capas de arcilla y estratos de lías azul (piedra arenisca del Jurásico) con un tope de arenisca dura, cuya resistencia a la erosión en comparación con las capas inferiores es responsable de su altura. Las aguas ricas en hierro del manantial del Pozo del Cáliz han estado fluyendo como un pozo artesiano durante millones de años, impregnando el círculo de piedra arenisca que lo rodea con óxidos de hierro que lo han reforzado. Pobre en oxígeno, el acuífero lleva un alto contenido de contenido ferroso disuelto que al contacto con el aire y el aumento de oxígeno, se oxida y endurece la piedra que lo rodea. Con la erosión de la piedra arenisca circundante, Glastonbury Tor ha quedado al descubierto.